# Матю Грегъри Луис
Матю Грегъри Луис (на английски: Matthew Gregory Lewis) е английски драматург и писател на произведения в жанра готически роман, като е един от основоположниците му.

## Биография и творчество
Матю Грегъри Луис е роден на 9 юли 1775 г. в Лондон, Англия, и е първородният син в семейството на Матю Люис и Франсис Сюъл. Баща му е главен секретар в Министерството на войната. Когато е на шест години майка му напуска семейството и те живеят разделени без да получат разрешение за развод. Учи в семинарията в Мерилебон в Уестминстър, а после завършва Уестминстърското училище. Получава бакалавърска степен през 1794 г. и магистърска степен през 1797 г. от Крайст Чърч в Оксфорд. Докато учи пътува в чужбина като прекарва лятото в Париж през 1791 г. и есента-зимата във Ваймар, Германия, през 1792 – 1793 г. В Германия се научава да говори свободно немски и се срещна Йохан Волфганг фон Гьоте. След получаване на бакалавърската си степен става аташе в британското посолство в Хага за 7 месеца.
Майка му постоянно го насърчава да пише и той прави опити още от 14-годишна възраст. Първата си пиеса „The East Indian“ пише през 1792 г., а втората „The Twins“ през 1794 г., но са публикувани по-късно.
Докато е в Хага скучае и написва за 10 седмици първия си роман „Монахът“. Той е публикуван през 1796 г. Между манастирските стени, главният герой – благочестивият абат на капуцините Амброзио преживява катарзис, който го води по пътя на греха, включващ плътски наслади, адска магия и сатанински ритуали, убийство, изнасилвани девойки и нечовешка жестокост. Вярата му ще бъде подложена на изпитание, за да го преведе през низките човешки страсти и падение. Готическият му роман веднага става бестселър и предизвиква фурор на два континента вдъхновявайки в бъдеще много автори. Станал известен той си навлича гнева на различни критици и на църквата, които определят книгата като богохулна и нецензурна.
През 1972 г. романът е екранизиран в едноименния френски филм с участието на Франко Неро, Натали Делон и Никол Уилямсън. През 1990 г. е направен испанско-британски филм с участието на Пол Макган, Софи Уорд и Исла Блеър, а през 2011 г. испанско-френския филм с участието на Венсан Касел, Дебора Франсоа и Жозефин Хапи.
В Хага написва една комедийна пиеса и друг незавършен роман, послужил впоследствие за основа на известната му драма – „Привидението в замъка“.
От 1796 до 1802 г. Люис работи незабележимо като член на Камарата на общините, като продължава да посвещава повече внимание на писателската си кариера.
Първата му публикувана пиеса „Привидението в замъка“, готическа драма на призраци, замъци, и убийства, е публикувана през 1796 г. и се счита за най-успешната. В периода 1796 – 1812 г. пише още пиеси и тогава се счита за най-популярния драматург на неговата възраст.
В периода 1797 – 1806 г. прави преводи на два германски любовни романа и две пиеси, най-важната, от които е драмата на Фридрих фон Шилер „Kabale und Liebe“.
През 1812 г. баща му умира и му оставя богатство и имение в Ямайка. В началото на 1816 г. отива в Ямайка, където се запознава с имението и подобрява положението на робите там. После прави пътешествие, посещава лорд Байрон и Пърси Биш Шели в Женева и остава 14 месеца в Италия.
В края на 1817 г. се връща в Ямайка. По време на пътуването за връщане в Англия се разболява от жълта треска. Матю Грегъри Луис умира на 16 май 1818 г. на кораба в Атлантическия океан и е погребан в морето.

## Произведения

### Романи
- The Monk (1796)
Монахът: романс, изд.“ Дежа Бук“, София (2016), прев. Слави Ганев, Радостина Горанова

### Пиеси
- The Castle Spectre (1796)
- Village Virtues: A Dramatic Satire (1796)
- The Minister: A Tragedy, in Five Acts (1797)
- The East Indian: A Comedy in Five Acts (1800)
- Alfonso, King of Castile: A Tragedy in Five Acts (1801)
- The Bravo of Venice (1805)
- Adelgitha; or, The Fruit of a Single Error. A Tragedy in Five Acts (1806)

### Поезия
- Tales of Wonder (1801) – сборник от 60 балади, 9 от Матю Луис
- Twelve Ballads (1808)
- Romantic Tales (1808)

### Пътеписи
- Journal of a West India Proprietor (1833)

### Екранизации
- 1972 La novia ensangrentada – по разказ
- 1972 Le moine
- 1990 The Monk
- 2011 Монахът, Le moine

### Книги за писателя
- The Life and Correspondence of M. G. Lewis (1839) – съставен от Маргарет Барон-Уилсън
- A Life of Matthew G. Lewis (1961) – от Луис Пек